# Andotanager kapturowy
Andotanager kapturowy, tanagra górska (Buthraupis montana) – gatunek średniej wielkości ptaka z rodziny tanagrowatych (Thraupidae), występujący w górskich regionach Ameryki Południowej. Nie jest zagrożony wyginięciem.

## Występowanie
Zasięg występowania
Występuje głównie we wschodnich, wilgotniejszych partiach Andów od północnych krańców pasma w Wenezueli i Kolumbii, poprzez pasma Ekwadoru i Peru po Boliwię.
Biotop
Zamieszkuje wilgotne górskie lasy i brzegi lasów, także zarośla, odrastający las i przecinki w sąsiedztwie linii wyższych drzew. Przeważnie spotykany na wysokości 1900–3500 m n.p.m., w Wenezueli 1800–3000 m, w dolinie rzeki Marañón nie wyżej niż 2900 m. Generalnie gatunek osiadły. Rzadko spotykane osobniki na niższych wysokościach (najniżej na 1100 m n.p.m.) prawdopodobnie były zabłąkane.

## Charakterystyka gatunku
Wygląd

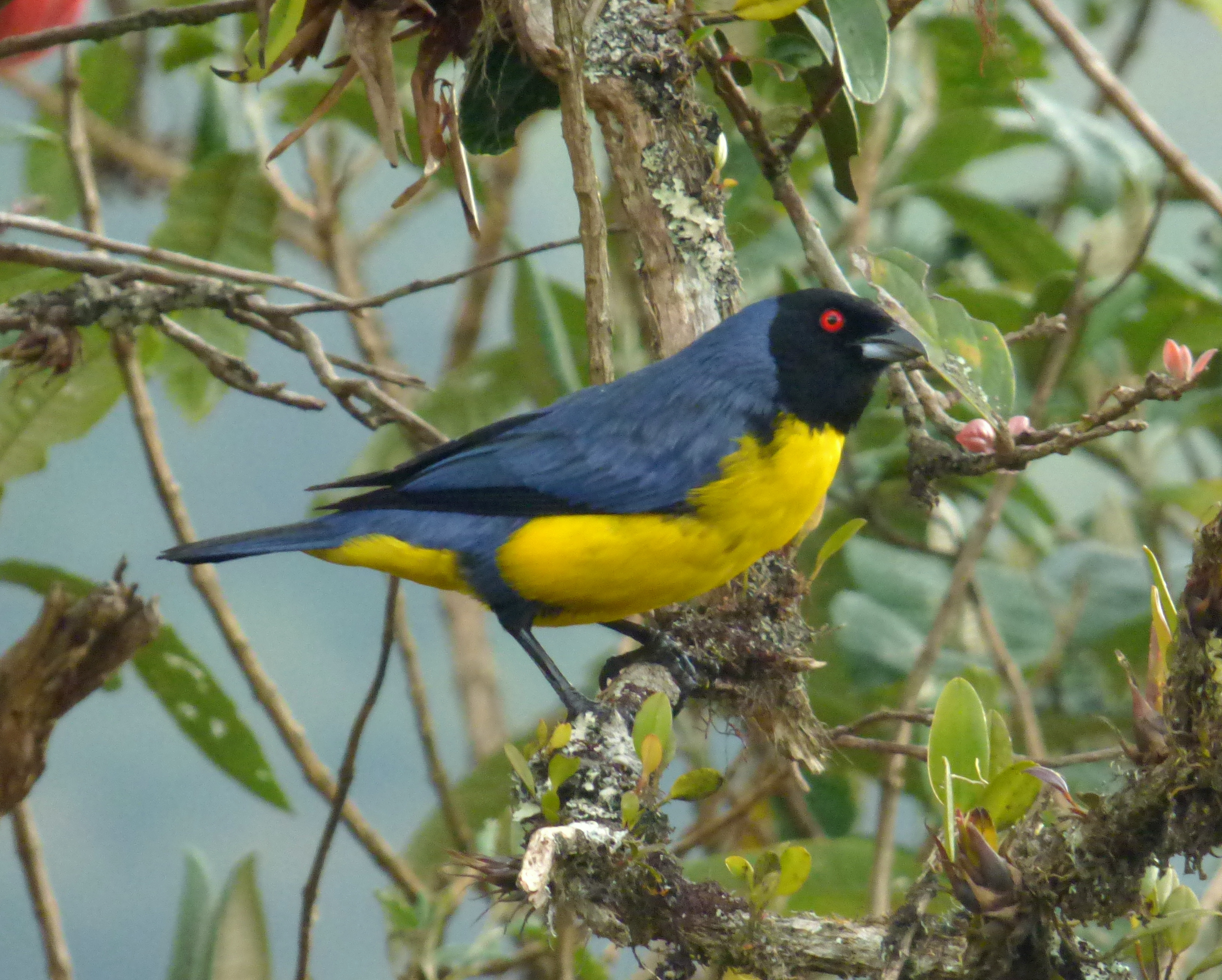
Andotanager kapturowy z Kolumbii

Największy z górskich tanagrowatych o charakterystycznych, czerwonych oczach. Pióra na głowie czarne, podobnie dziób, który jest krótki i wąski. Od głowy odchodzi nieregularna czarna linia, tworząca „kołnierzyk” nieraz prawie niewidoczny. Kark mlecznoniebieski, grzbiet niebieski, przechodzący na skrzydłach w granatowy i czarny z niebieskim połyskiem. Podobnie ciemne z niebieskim odcieniem pióra ogona. Pierś i brzuch koloru intensywnie żółtego aż do nasady ogona. Plama żółci przecięta jest na nogach niebieską linią, tworzącą „niby-spodnie”. Same nogi czarniawe. Brak wyraźnego dymorfizmu płciowego w upierzeniu. Młode osobniki są bardziej matowe. Podgatunek nominatywny jest najmniejszy, w upierzeniu pozostałe podgatunki różnią się głównie kształtem czarnego „kołnierzyka” i odcieniem piór grzbietowych, które mogą być ciemniejsze, bardziej matowe lub bliższe fioletu.
Średnie wymiary
- Długość ciała – 21 cm (podgatunek nominatywny) do 23–24 cm (inne podgatunki)[6][5],
- Masa ciała – 69–91 g (podgatunek nominatywny) do 72–116 g (inne podgatunki)[6].

Pożywienie
Stawonogi, jagody i mniejsze owoce, także nasiona traw. Najczęściej poszukuje pokarmu w środkowej i górnej części lasu, choć okazjonalnie zapuszcza się niżej. Żeruje w małych grupach (3 do 10 osobników), czasem większych. Czasami tworzy luźne grupy z osobnikami innych gatunków.
Rozmnażanie
Słabo poznane.

## Systematyka
Taksonomia
Opisany po raz pierwszy w 1837 roku przez Alcide’a d’Orbigny’ego i Frédérica de Lafresnaye jako Aglaia montana na podstawie okazu z Boliwii. Później zaliczony do rodzaju Buthraupis (Cabanis, 1850), do którego przypisywano jeszcze trzy inne gatunki. W najnowszych opracowaniach rodzaj Buthraupis w dotychczasowej formie został uznany za polifiletyczny i po rewizji uważany jest za takson monotypowy.
Etymologia
Nazwa rodzajowa: βου- bou- – wielki, βους bous – wół; θραυπις thraupis – nieznany mały ptak, być może jakiś rodzaj zięby. W ornitologii thraupis oznacza ptaka z rodziny tanagrowatych.

Epitet gatunkowy: łacińskie montanus – z gór, górski-, alpinista, mons, montis – góra
Podgatunki
Wyróżniono sześć podgatunków andotanagera kapturowego:
- B. m. venezuelana Aveledo & Perez, 1989 – wenezuelska część Andów Północnych;
- B. m. gigas (Bonaparte, 1851) – północna część Andów kolumbijskich;
- B. m. cucullata (Jardine & Selby, 1842) – zachodnie i centralne pasma Andów w Kolumbii oraz Ekwador[12];
- B. m. cyanonota von Berlepsch & Stolzmann, 1896 – Andy peruwiańskie (od regionu Amazonas po Junín)[12];
- B. m. saturata von Berlepsch & Stolzmann, 1906 – Andy południowo-wschodniej części Peru (regiony Cuzco i Puno)[12];
- B. m. montana (d’Orbigny & Lafresnaye, 1837) – Andy północnej Boliwii (departamenty: La Paz, Cochabamba i zachodnia część Santa Cruz)[13].

Podgatunek venezuelana niekiedy traktowany jako synonim podgatunku gigas.

## Status i zagrożenia
Przez IUCN sklasyfikowany jako gatunek najmniejszej troski (Least concern – LC) ze względu na duży zasięg występowania i spore zagęszczenie populacji w sprzyjających biotopach. Globalna liczebność gatunku nie jest znana, ale jest szacowana na znaczną, nie ma też doniesień o gwałtownym spadku populacji. Wycinka lasów prowadzi do geograficznej fragmentacji poszczególnych populacji, jednak występują one na licznych obszarach chronionych, gdzie ich środowisko nie jest zagrożone.